# Тарговичка конфедерација
Тарговичка конфедерација (пољ. konfederacja targowicka; литв. targovicos konfederacija) био је назив за политички савез (конфедерацију) пољских и литванских племића, магната, постигнут пролећа 1792. године у Санкт Петербургу под патронажом руске царице Катарине Велике. Савез се противио пољском Уставу од 3. маја 1791. усвојеног од четворогодишњег сејма, посебно његових одредаба који су ограничавали права племства, најпроминентније liberum veta — права сваког племића - заступника у сејму да се успротиви било којем законском пројекту и поништи његово доношење. Пакт је обзнањен 14. маја 1792. у градићу Тарговица (данашња Кировоградска област у Украјини) по којем је и добио назив. Четири дана касније царска руска војска је ушла на територију Пољско-литванске уније.
Снаге Тарговичке конфедерације су веома брзо поразиле малобројну и слабо наоружану пољску војску лојалну Краљу. Није много значио ни јуначки отпор и неколико победа који су на пољској страни извојевали Јозеф Поњатовски и Тадеуш Кошћушко. Као последица пораза краљ Станислав Август се прикључио тарговичанима и одбацио Устав. Рат за одбрану уставних промена је овим био завршен. Власт у земљи су привидно добиле вође Тарговичке конфедерације, али је Пољска постала заправо руски протекторат. Отворен је пут другој подели Пољске
уследелом јануара 1793. и постављене основе за њену трећу и последњу поделу 1795, односно крај пољске државе. Овакав расплет ситуације је изненадио већину тарговичана који су желели само да поврате политички статус кво од пре доношења устава, очекујући да ће обарање истог довести до тога.
Назив тарговичанин (пољ. targowiczanin) коришћен да се означе чланови и симпатизери савеза постао је синоним за издајнике и назив тарговица (пољ. targowica) синоним за чин издаје у данашњем пољском језику, синоними који су опстали и користе се до дан данас.